# 米林 (科韋利區)
51°11′47″N 25°8′20″E / 51.19639°N 25.13889°E
米林（烏克蘭語：Мирин），是烏克蘭的村落，位於該國西部沃倫州，由科韋利區負責管轄，始建於1802年，面積0.01平方公里，海拔高度169米，2001年人口115，人口密度每平方公里10,454.55人。